# I predatori dell'arca perduta
I predatori dell'arca perduta (Raiders of the Lost Ark) è un film del 1981 diretto da Steven Spielberg e scritto da Lawrence Kasdan, basato su una storia di George Lucas e Philip Kaufman, nonché capostipite della saga cinematografica di Indiana Jones.
Dal 2000 il film viene commercializzato col titolo Indiana Jones e i predatori dell'arca perduta (Indiana Jones and the Raiders of the Lost Ark), seguendo la denominazione degli altri capitoli della serie.
È stato il film con il maggior incasso del 1981 con un totale mondiale di quasi 390 milioni di dollari per un costo di 18 milioni di dollari. Ha ricevuto ottime recensioni da parte del pubblico e della critica, ricevendo elogi per la sua versione moderna del film seriale, per la sua azione e avventura senza interruzioni, e anche il cast è stato molto apprezzato. Il film è stato nominato per diversi premi e, tra gli altri, ha vinto cinque Premi Oscar, sette Saturn Awards e un Premio BAFTA.
I predatori dell'arca perduta è ora considerato uno dei più grandi film mai realizzati e ha avuto un impatto duraturo sulla cultura popolare, generando una serie di imitatori su diversi media e ispirando altri registi. La Biblioteca del Congresso degli Stati Uniti lo ha selezionato per la conservazione nel National Film Registry nel 1999.

## Trama
Nel 1936, l'archeologo americano Indiana Jones guida una spedizione per recuperare un idolo d'oro da un tempio peruviano con trabocchetti e trappole mortali. Quando sembra avere successo, la guida locale Satipo tradisce Jones per rubargli l'idolo, finendo poi ucciso da una trappola, e solo Jones riesce ad uscire vivo, con l'idolo, dal tempio pericolante. L'archeologo rivale René Belloq lo mette alle strette e gli ruba l'idolo. Inseguito dai pericolosi indios Hovitos, alleati dello stesso Belloq, Jones fugge su un idrovolante in attesa.
Dopo essere tornato alla sua università, Jones, insieme al collega e amico Marcus Brody, viene informato da due agenti dei servizi segreti statunitensi che i nazisti stanno scavando a Tanis, in Egitto, e uno dei loro telegrammi menziona il vecchio mentore di Jones, Abner Ravenwood. Jones deduce che i nazisti cerchino la mitica Arca dell'Alleanza, nascosta in una camera segreta della città, che, secondo loro, li renderà invincibili. Per trovarla devono mettere le mani sull'amuleto dell'asta di Ra, custodito da Abner, che può indicare dove si trova la camera attraverso un modello in scala della città. Gli agenti quindi reclutano Jones per recuperare l'arca, prima che ci riescano i nazisti.
In un bar del Nepal, Jones si riunisce con la figlia di Abner, Marion Ravenwood, con la quale Jones ha avuto una relazione illecita, e scopre che Abner è morto. In seguito il bar viene incendiato durante una colluttazione con un gruppo di nazisti, capeggiati dal sinistro agente della Gestapo Arnold Toth, intento a prendere il medaglione da Marion. Toht tenta di recuperarlo dalle fiamme, ma gli brucia solo l'immagine nella mano, mentre Jones e Marion uccidono i nemici restanti e recuperano il medaglione.
Giunti a Il Cairo, scoprono dall'amico Sallah che Belloq, ora collega dei nazisti comandati dal Colonnello Herman Dietrich, ha modellato una replica del medaglione incompleta dalle ustioni della mano di Toth. Al mercato, soldati e mercenari nazisti attaccano Jones e Marion viene poi rapita e solo apparentemente uccisa, nell'esplosione di un camion. Uno scoraggiato Indiana crede che Marion sia morta, ma è stata invece consegnata a Belloq dai nazisti, quale ricompensa. 
Nel frattempo, un imam decifra il medaglione per Jones, rivelando che su un lato è scritto un avvertimento contro il disturbo dell'Arca, e sull'altro sono scritte le misure corrette per il bastone di Ra. A questo punto, Jones e Sallah si rendono conto che i nazisti stanno scavando nella posizione sbagliata. Il mattino dopo Jones si infiltra negli scavi in corso, e usa il medaglione e il bastone delle dimensioni corrette per scoprire dove è il Pozzo delle Anime, il luogo di riposo dell'Arca. Una volta trovata l'entrata, il Pozzo si rivela anche essere pieno di serpenti e mummie. Jones e Sallah recuperano l'Arca, ma Belloq e i nazisti li scoprono e la sequestrano, e Toth getta Marion nel Pozzo su richiesta di Dietrich e contro la volontà di Belloq. Rinchiusi all'interno del Pozzo, Jones e Marion riescono a trovare una via d'uscita e scappare prima che l'Arca venga trasportata via con un aereo, distruggendolo e costringendo i nazisti a ricorrere a un camion. Dopo un estenuante inseguimento nel deserto, Indy riesce a rubare il camion. 
Insieme a Marion, Jones organizza il trasporto dell'Arca a Londra a bordo di un piroscafo comandato dal capitano Simon Katanga, amico di Sallah. Il giorno dopo un sottomarino tedesco intercetta il piroscafo e i nazisti sequestrano l'Arca e Marion, mentre Indiana si nasconde e Katanga, per salvarlo, dice di averlo ucciso. Indiana si imbarca di nascosto sull'U-Boot, che si dirige verso un'isola nel Mar Egeo, dove Belloq intende compiere un rituale ebraico per controllare se l'Arca contiene i resti delle Tavole della Legge. 
Sull'isola, Jones tende un'imboscata al gruppo nazista e minaccia di distruggere l'Arca pur di liberare Marion, ma si arrende quando Belloq non cede al bluff, conoscendo la sua curiosità da archeologo. Jones e Marion vengono legati a un palo mentre Belloq fa aprire cerimonialmente l'Arca, ma trova solo sabbia all'interno. Improvvisamente, l'Arca libera una forza ultraterrena che guasta le apparecchiature naziste e, su istruzione di Jones, lui e Marion chiudono gli occhi per non guardare, poiché l'Arca rilascia spiriti, fiamme e lampi di energia che uccidono Belloq, Dietrich, Toth e i nazisti, e il fuoco divino li risucchia aprendo il cielo e l'Arca si chiude. Tornata la calma sull'isola, Jones e Marion aprono gli occhi e si ritrovano liberi dalle corde.
Tornato a Washington con Marion, Jones viene premiato ma è furibondo per come il governo neghi loro l'Arca e la possibilità di studiarla. Nonostante l'insistenza di Jones, gli agenti affermano che l'Arca è stata spostata in un luogo segreto affinché i loro "uomini qualificati" possano studiarla. In realtà, l'Arca viene conservata tra innumerevoli altre casse di un grande deposito contenente materiale top secret.

## Produzione

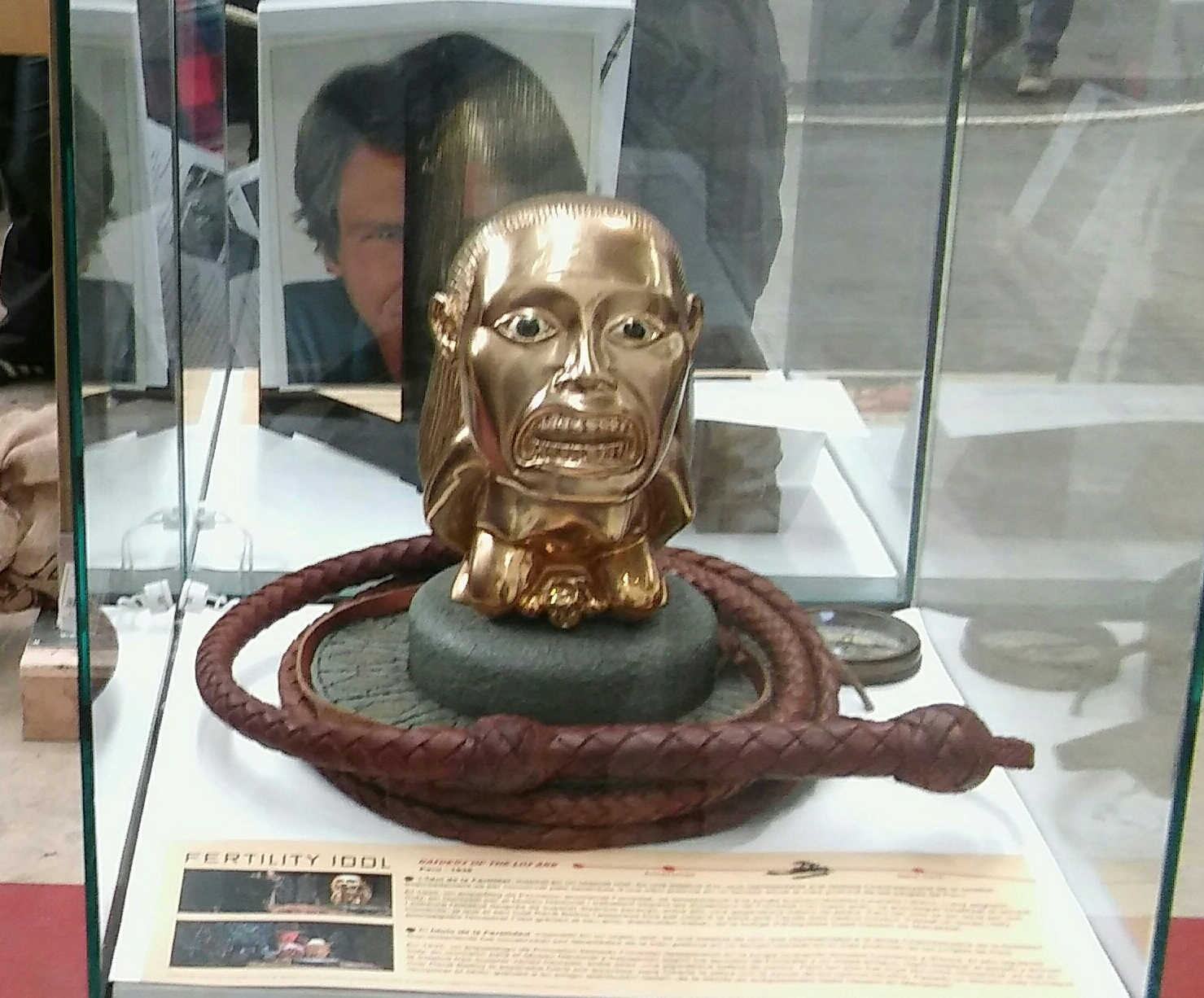
L'idolo peruviano della fertilità.

### Pre-produzione
Indiana Jones prende il nome dal cane di razza alaskan malamute di George Lucas. Nel terzo film si scoprirà che anche il cane del dottor Jones si chiamava Indiana.
Per il personaggio di Indiana Jones originariamente George Lucas propose di chiamarlo "Indiana Smith", tuttavia Steven Spielberg detestava questo nome, pensava suonasse davvero male, allora Lucas disse: «Chiamalo Indiana Jones o come ti pare, il film è tuo ora». Tom Selleck fu il primo attore scelto per il ruolo di Indiana Jones, ma dovette rifiutare poiché aveva firmato un contratto in esclusiva per la serie televisiva Magnum, P.I..
Per il ruolo di Marion erano state inizialmente pensate Amy Irving e Debra Winger. Per il ruolo di Belloq Steven Spielberg avrebbe invece voluto o Giancarlo Giannini o Jacques Dutronc, ma poiché nessuno dei due sapeva parlare in inglese il ruolo fu affidato a Paul Freeman.
La parte di Toht venne offerta a Klaus Kinski, che rifiutò per prendere parte a Venom, che gli avrebbe fruttato più soldi.
Nel cast compaiono, in piccoli cameo, il responsabile degli effetti speciali Dennis Muren (che lavorerà ancora, in futuro, con Spielberg) nei panni della spia nazista che insegue Indy in aereo (sta leggendo la rivista Life) e il produttore Frank Marshall (regista di Alive e di Aracnofobia) come pilota dell'Ala Volante tedesca.

### Riprese

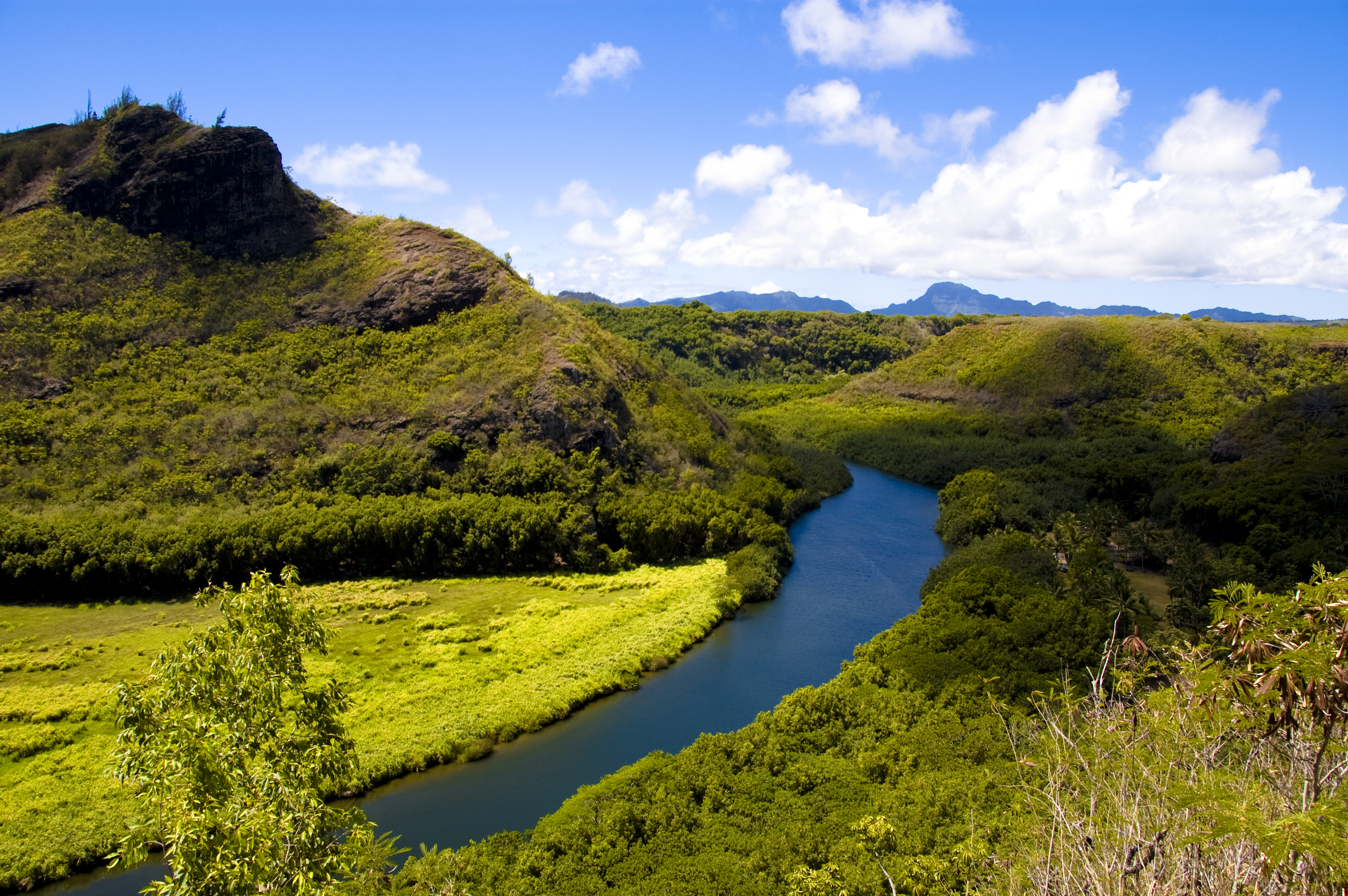
Wailua River, Kauai, dove sono state girate le scene iniziali.

La lavorazione iniziò il 23 giugno 1980 e terminò nel settembre dello stesso anno, per un totale di 73 giorni di riprese. 
La sequenza di apertura ambientata nella foresta del Perù è in realtà stata girata alle Hawaii. Le scene ambientate in Egitto sono invece state girate in Tunisia, in una località già usata da George Lucas per le scene ambientate su Tatooine in Guerre stellari. Spielberg descrisse la fase delle riprese nel deserto come una delle sue peggiori esperienze in campo cinematografico: le temperature del deserto raggiungevano spesso i 54 °C e molti membri della troupe ebbero problemi di salute in seguito ad intossicazione alimentare. Altre riprese furono effettuate a La Rochelle in Francia, negli Elstree Studios in Inghilterra, e a San Francisco in California.
Per la scena all'interno della piramide furono utilizzati sedicimila serpenti tra veri e finti.

## Distribuzione

### Data di uscita
Esce nelle sale cinematografiche statunitensi il 12 giugno 1981 in 1 078 copie, mentre in Italia il 22 ottobre dello stesso anno. Viene poi ripresentato nei cinema italiani nel 1984, poco prima dell'uscita nelle sale del secondo capitolo della saga, Indiana Jones e il tempio maledetto.

### Edizione italiana
Il primo doppiaggio italiano del film fu eseguito presso la International Recording con la partecipazione della C.D. e diretto da Renato Izzo su dialoghi di Alberto Piferi e Letizia Ciotti Miller. Il 2 ottobre 2009 il film fu trasmesso su Sky Cinema 1 con un nuovo doppiaggio eseguito dalla Cast Doppiaggio e diretto da Massimiliano Alto sugli stessi dialoghi del primo. Il ridoppiaggio, effettuato per la creazione di una traccia audio surround 5.1, ha sostituito nella commercializzazione e trasmissione televisiva del film il primo doppiaggio, il quale è stato comunque incluso nelle edizioni home video come traccia alternativa. In entrambi i doppiaggi sono stati rimossi i vari accenti dei personaggi.

## Accoglienza

### Incassi
Il film è stato il maggior incasso stagionale negli Stati Uniti, con $ 209.562.121 (a fronte di un costo di produzione di $ 18.000.000), eguagliando il miglior incasso dell'anno precedente, L'Impero colpisce ancora. Distribuito nuovamente nelle sale il 16 luglio 1982, in una stagione dominata dal successivo film di Spielberg, E.T. l'extra-terrestre, ha incassato altri $ 21.437.879, ha avuto un'ulteriore uscita il 25 marzo 1983, per altri $ 11.374.454, e un'ultima nel luglio del 2012 con $ 3.125.613, raggiungendo un incasso totale in patria di $ 248.159.971.
Ha incassato $ 141.766.000 in altri territori, arrivando ad un totale mondiale di $ 389.925.971, divenendo il film col maggiore incasso del 1981.
È diventato uno dei quattro film con il maggior incasso del periodo, una lista dominata da Lucas e Spielberg con L'impero colpisce ancora, Lo squalo e Guerre stellari.

### Critica
I predatori dell'arca perduta è stato distribuito con il plauso generale della critica e del pubblico.
Su Rotten Tomatoes ha un indice di gradimento del 93% sulla base di 152 recensioni, con una valutazione media di 9,3/10; il consenso critico del sito recita: "Con scene di bravura, umorismo sornione e azione da brivido, I predatori dell'arca perduta è uno dei film di avventura più consumati di tutti i tempi." Su Metacritic ha una media ponderata di 86/100 sulla base di 17 recensioni, che indicano "acclamazione universale".
Il National Board of Review l'ha inserito fra i migliori dieci film del 1981. Il New York Times lo ha inserito nella sua lista dei 1000 migliori film di sempre.
Nel 1998 l'American Film Institute l'ha inserito al sessantesimo posto della classifica dei migliori cento film statunitensi di tutti i tempi, mentre dieci anni dopo, nella lista aggiornata, è sceso al sessantaseiesimo posto. Nel 2001 l'ha inserito al 10º posto nella sua lista dei cento migliori film thriller statunitensi di tutti i tempi (che comprende film d'azione, noir, horror e di fantascienza). Il personaggio Indiana Jones occupa il 2º posto nella classifica dei cento migliori eroi cinematografici.
Nel 1999 è stato scelto per la conservazione nel National Film Registry della Biblioteca del Congresso degli Stati Uniti.
Il critico Vincent Canby ha definito il film un "classico istantaneo" e uno dei film americani più divertenti ed eleganti mai realizzati. Lo ha descritto come aver perfezionato i vecchi film seriali nella loro forma più perfetta per un pubblico moderno. Roger Ebert lo ha definito una serie di avventure "senza fiato e incredibili" ispirate e celebrative delle storie dell'infanzia raccontate nei fumetti e nei film. Ha concluso che il film ha avuto successo nel suo singolare obiettivo di intrattenere, creando un'avventura epica sulla scia di Guerre stellari, dei film di James Bond e di Superman. Gene Siskel ha detto che era divertente come potrebbe essere un "film commerciale", il tipo di film che rende i bambini entusiasti del cinema. Il critico Richard Schickel ha definito il film un ritorno in forma per Spielberg, dimostrando una competenza che non si vedeva dai tempi de Lo squalo.
Il cast principale (Harrison Ford, Karen Allen e Paul Freeman) è stato generalmente ben accolto, e diversi critici hanno citato l'apertura dell'Arca come uno dei migliori effetti speciali del film.

## Riconoscimenti
- 1981 - National Board of Review
  - Migliori dieci film
- 1982 - Premio Oscar
  - Migliore scenografia a Norman Reynolds, Leslie Dilley e Michael Ford
  - Miglior montaggio a Michael Kahn
  - Miglior sonoro a Bill Warney, Steve Maslow, Greg Landaker e Roy Charman
  - Miglior montaggio sonoro (Oscar Speciale) a Ben Burtt e Richard L. Anderson
  - Migliori effetti speciali a Richard Edlund, Kit West, Bruce Nicholson e Joe Johnston
  - Candidatura come miglior film a Frank Marshall
  - Candidatura come migliore regia a Steven Spielberg
  - Candidatura come migliore fotografia a Douglas Slocombe
  - Candidatura come migliore colonna sonora a John Williams
- 1982 - Golden Globe
  - Candidatura come migliore regia a Steven Spielberg
- 1982 - Premio BAFTA
  - Migliore scenografia a Norman Reynolds
  - Candidatura come miglior film
  - Candidatura come miglior attore non protagonista a Denholm Elliott
  - Candidatura come migliore fotografia a Douglas Slocombe
  - Candidatura al miglior sonoro a Ben Burtt, Roy Charman e Bill Varney
  - Candidatura come miglior montaggio a Michael Kahn
  - Candidatura come miglior colonna sonora a John Williams
- 1982 - Saturn Award
  - Miglior film fantasy
  - Migliore regia a Steven Spielberg
  - Miglior attore protagonista a Harrison Ford
  - Miglior attrice protagonista a Karen Allen
  - Migliore sceneggiatura a Lawrence Kasdan
  - Miglior colonna sonora a John Williams
  - Migliori effetti speciali a Richard Edlund
  - Candidatura come miglior attore non protagonista a Paul Freeman
  - Candidatura per i migliori costumi a Deborah Nadoolman
- 1982 - Boston Society of Film Critics Award
  - Migliore regia a Steven Spieberg

- 1982 - Premio César
  - Candidatura come miglior film straniero a Steven Spielberg
- 1982 - Kansas City Film Critics Circle Award
  - Miglior film
- 1982 - Golden Reel Award
  - Miglior montaggio sonoro negli effetti sonori
  - Miglior montaggio sonoro (dialoghi)
- 1982 - American Cinema Editors
  - Miglior montaggio a Michael Kahn
- 1982 - American Movie Award
  - Miglior film
  - Migliore regia a Steven Spielberg
  - Migliore sceneggiatura a Lawrence Kasdan
- 1982 - Writers Guild of America
  - Candidatura WGA Award a Lawrence Kasdan
- 1982 - Directors Guild of America Award
  - Candidatura a Steven Spielberg
- 1982 - Grammy Award
  - Migliore colonna sonora a John Williams
- 1982 - Premio Hugo
  - Migliore rappresentazione drammatica a Steven Spielberg, Lawrence Kasdan, Philip Kaufman e George Lucas
- 1982 - Kinema Junpo Award
  - Miglior film straniero a Steven Spielberg
- 1982 - People's Choice Award
  - Film preferito
  - Candidatura come attore cinematografico preferito a Harrison Ford
- 1982 - Young Artist Award
  - Miglior film per la famiglia
- 2004 - Satellite Award
  - Candidatura come migliori Extra DVD

## Influenza culturale
- Del film è stata realizzata nel 1986 un'accurata parodia dalla Walt Disney Italia dal titolo Paperinik e l'arca dimenticata.
- A Indiana Jones è ispirato il personaggio a fumetti Indiana Pipps, creato sempre dalla Disney Italia nel 1988, cugino avventuriero di Pippo, mentre René Belloq è l'ispirazione per il suo eterno rivale, il perfido Dr. Krantz.
- Nel 1990 la statunitense Walt Disney Pictures ha realizzato il film a cartoni animati Zio Paperone alla ricerca della lampada perduta (DuckTales the Movie: Treasure of the Lost Lamp) che, sia per le ambientazioni iniziali che per la locandina cinematografica e il relativo font utilizzato, era un chiaro omaggio alla serie di Indiana Jones.[34] A loro volta George Lucas e Steven Spielberg avevano reso omaggio alle avventure a fumetti realizzate da Carl Barks e vissute dal personaggio di Zio Paperone nel fumetto Zio Paperone e le sette città di Cibola (del 1954) nella scena iniziale del film.[35]
- Nel videogioco Indiana Jones e la macchina infernale del 1999 è possibile giocare un livello segreto, in cui Indy torna nello stesso tempio in Perù per recuperare un altro idolo.
- Nell'episodio Indiana Shawn alla ricerca del tesoro segreto della serie televisiva Psych, il protagonista Shawn Spencer (James Roday) è vestito come Indiana Jones.
- Un episodio de I Simpson intitolato I predatori del frigo perduto è una parodia del film.
- La trama dell'episodio La minimizzazione manipolatoria della sitcom The Big Bang Theory verte intorno agli eventi del film; in particolar modo sulla teoria che le azioni del protagonista Indiana Jones, in realtà, non influirebbero sulla trama della pellicola.[36]

## Prequel
Il film ha avuto un prequel sempre diretto da Steven Spielberg, ambientato l'anno prima degli eventi accaduti in I predatori dell'arca perduta (1935), Indiana Jones e il tempio maledetto (1984).

## Sequel
Dopo il prequel, sono stati prodotti tre sequel del film, i primi due diretti sempre da Steven Spielberg, l'ultimo è invece diretto da James Mangold: Indiana Jones e l'ultima crociata (1989), ambientato nel 1938, Indiana Jones e il regno del teschio di cristallo (2008), ambientato nel 1957 e Indiana Jones e il quadrante del destino (2023), ambientato nel 1969.